# インフィニティ・QX50
QX50/QX55（キューエックス フィフティー/キューエックス フィフティーファイヴ）は、日産自動車が製造し、インフィニティブランドで販売するクロスオーバーSUVである。

## 初代（2014年 - 2017年）
インフィニティが発表した2014年モデル以降の全ラインアップに対する新ネーミング戦略によって、「インフィニティ・EX」から「インフィニティ・QX50」へと車名が変更された。
2013年、南京モーターショーで発表され、翌2014年から「インフィニティ・QX50」として販売を開始。
2015年のニューヨーク国際オートショーで2016年モデルを発表。フロントグリルとバンパーのデザインを変更し、ホイールベースを3.2インチ（約80mm）延長した。中国市場へは「QX50L」が投入され、製造は中国・襄陽工場で行われた。

## 2代目（2017年 - ）

### QX50（2代目）
2017年、北米国際自動車ショーにおいて次期型QX50を示す「QX50 Concept」を公開した。
駆動方式が先代のFRからFFへと置換され、ラゲッジスペースも895Lから1,048Lへと拡大した。可変圧縮比エンジン「VCターボ」ことKR20DDTを初めて搭載するモデルとなる。2017年11月に市販車が発表され、メキシコにある日産とダイムラーの合弁工場で生産が開始された。
2019年、日本国内でもインパルを通して販売を開始。ベースは北米仕様車で灯火類などを国内の法規に合わせての販売となる。

### QX55（初代）
QX50の姉妹車として2020年11月にデビューした。日産自動車の事業構造改革「NISSAN NEXT」の一環として導入された。エンジンやプラットフォームなどの基本的な部分はQX50と共用している。クーペSUVであり、FXをモチーフにして開発された。

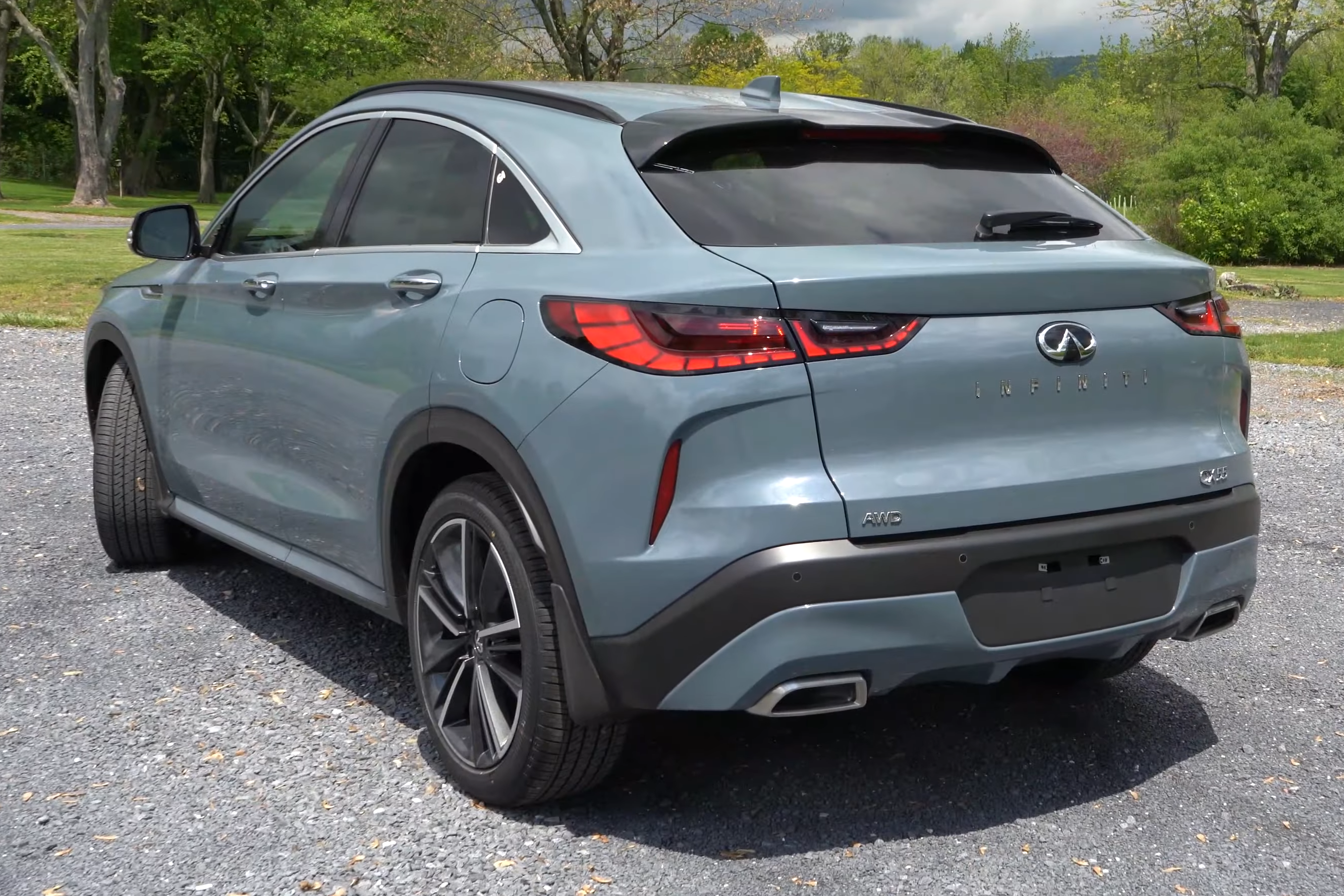
QX55 リア